# Ryszard Riedel

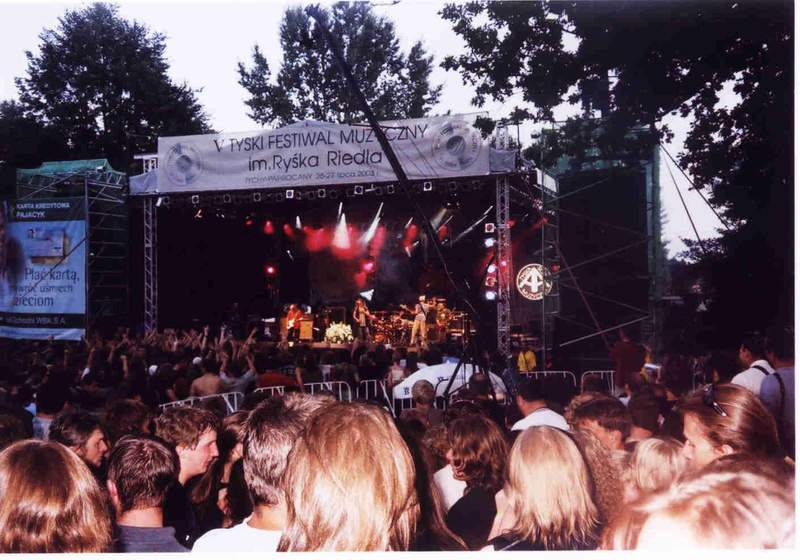
Scena muzyczna V Festiwalu Muzycznego im. Ryśka Riedla w 2003 w Tychach-Paprocanach

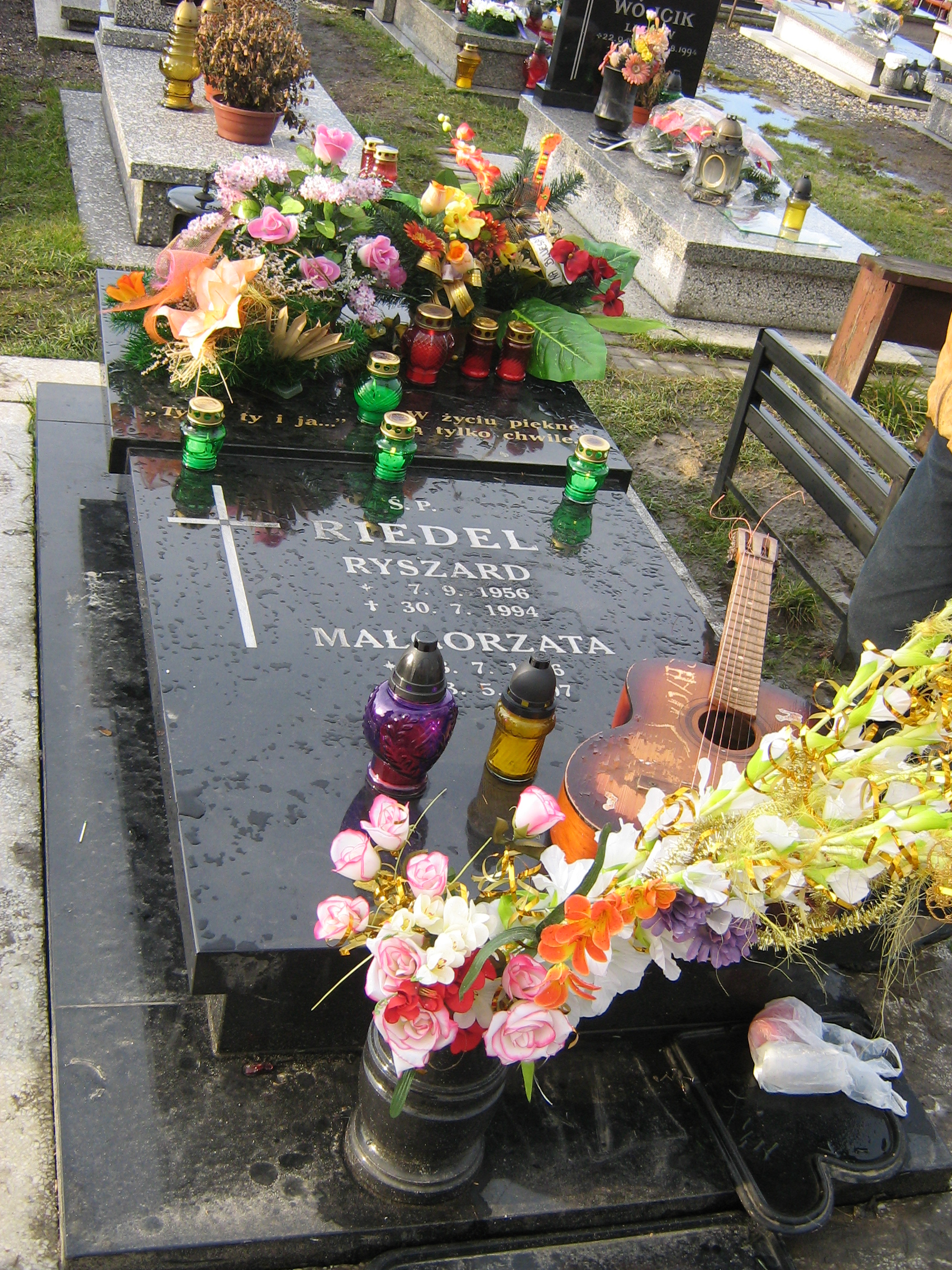
Grób Ryszarda Riedla i jego żony Małgorzaty na Cmentarzu Komunalnym Wartogłowiec, Tychy

Ryszard Henryk Riedel (ur. 7 września 1956 w Chorzowie, zm. 30 lipca 1994 tamże) – polski wokalista i autor tekstów piosenek, wieloletni lider zespołu Dżem. Grał także na harmonijce ustnej. Uznawany za jednego z najlepszych wokalistów w historii polskiej muzyki rozrywkowej.

## Życiorys
Urodził się jako drugie po Małgorzacie (ur. 1955) dziecko Krystyny i Jana Riedlów w domu swego pradziadka przy ul. Truchana 62 w Chorzowie. Jego ojciec pracował jako kierowca w kopalni, jego matka jako sprzedawczyni. W 1957 jego rodzina przeprowadziła się do mieszkania babki ojczystej, Marianny z Kidawów, w kamienicy przy ul. Mielęckiego w Chorzowie. Edukację zakończył na siódmej klasie szkoły podstawowej w 1972. W latach 1963–1967 był uczniem Szkoły Podstawowej nr 4 w Chorzowie. W maju 1967 jego rodzina przeniosła się do mieszkania w bloku przy ul. Filaretów 14 na osiedlu „F” („Felicja”) w Tychach, gdzie uczył się w Szkole Podstawowej nr 18 im. Władysława Jagiełły. W przeciwieństwie do rówieśników nie uprawiał żadnych sportów i nigdy nie wdał się w bójkę. Nienawidził szkoły i nie chciał się uczyć. Przejawiał za to talenty w sztuce plastycznej. Znajomi artysty wspominali, że z niewykształconym Riedlem można było godzinami dyskutować o filmach Romana Polańskiego, książkach Dostojewskiego, Witkacego i Mrożka. Żona Riedla wspominała: Kiedy przychodził po mnie pod szkołę, zaglądałam mu do plecaka. W środku był jeden zeszyt do wszystkich przedmiotów (przeważnie z rysunkami Indian), kapcie na zmianę oraz pusta butelka po piwie. Jego ojciec, który negatywnie odnosił się do jego zainteresowań artystycznych, próbował bezskutecznie zainteresować go własnym zawodem. Włócząc się po kraju, Ryszard Riedel pracował jako pomocnik murarza i górnik, był zatrudniony w kilku małych firmach i w spółdzielni rolniczej.
Nigdy nie pobierał lekcji śpiewu, był samoukiem. Debiutował jako wokalista śpiewając w udawanym angielskim („po norwesku”) na obozie harcerskim w Piaskach pod Będzinem w 1969. W okresie rządów Edwarda Gierka penetrował śląskie środowisko muzyczne z Janem Kidawą-Błońskim, starszym o trzy lata kuzynem swego ojca. Występował początkowo w zespołach Passat, Kto, Proarte, Fagot i – od 1972 – Horn (Festus). Jako wokalista Festusa pojawił się jesienią 1973 na próbie zespołu Jam (od 1974 Dżem) i dołączył do niego w grudniu tego samego roku. W pierwszych latach nie dopuścił do rozpadu grupy. W 1979 ustalił się skład zespołu, który przystąpił do grania własnych utworów. W 1980 Riedel debiutował z Dżemem na festiwalu w Jarocinie, który miał być ostatnią szansą formacji, zajmując drugie miejsce i zdobywając uznanie publiczności. Lider zespołu Kombi Sławomir Łosowski zaproponował mu wówczas miejsce w swoim składzie, ale Riedel odmówił. Gdy zespół nie otrzymał żadnych ofert współpracy mimo odniesionego w Jarocinie sukcesu, Riedel zorganizował pod koniec 1980 spotkanie w Wesołej, na którym przekonał pozostałych członków do kontynuowania działalności. 
Przez wiele lat współpracował z wieloma artystami polskiej sceny muzycznej, m.in. z Ryszardem Skibińskim, Leszkiem Winderem, Józefem Skrzekiem i Nocną Zmianą Bluesa. Teksty jego piosenek zwykle miały charakter autobiograficzny. Poza działalnością muzyczną chętnie rysował, a jego rysunki często były wykorzystywane na projekty okładek, ponadto rozdawał je swoim fanom.
Był nazywany ostatnim hippisem naszych czasów. Prowadzony przez niego tryb życia naznaczony był m.in. przez narkotyki (głównie kompot), a ponieważ zdominowały one jego życie, dochodziło do wielu spięć między nim a zespołem. Pierwsze kontakty Riedla z narkotykami szacowane są na koniec lat 70. (według jednego ze źródeł zaczął używać heroiny w 1977). Prowadził życie outsidera, często opuszczał próby nagrań i nie przychodził na własne koncerty. Według relacji Roberta Tekielego uczestniczył w jednej z Pieszych Pielgrzymek Młodzieży Różnych Dróg na Jasną Górę, organizowanych od 1979 przez ks. Andrzeja Szpaka.
Pomimo narastających problemów zdrowotnych Riedla jego współpraca z Dżemem trwała do momentu, kiedy wyniszczony narkotykami został zmuszony do kolejnego leczenia detoksykacyjnego (w 1994), które jednak nie dało rezultatu. Kilka razy wcześniej przechodził takie leczenia, jednak za każdym razem wracał do zażywania narkotyków. Mimo tego jawnie ostrzegał przed eksperymentowaniem z narkotykami i innymi używkami. Po ostatniej kuracji antynarkotykowej zespół postanowił umieścić Riedla z dala od znajomych i domu. W kwietniu i maju 1994 przebywał w Wodzisławiu Śląskim, gdzie jednak czuł się nieswojo, zapadł m.in. na amnezję. Po jakimś czasie znowu wrócił do zażywania narkotyków. W maju 1994 został tymczasowo usunięty z grupy, co członkowie zespołu w jednym z wywiadów radiowych wytłumaczyli niemożnością dalszej współpracy i ciągłego dostosowywania występów do niedomagającego Riedla. Zespół zawiesił lidera, gdy ten od 13 lipca przebywał w szpitalu. Zmarł, nie będąc już członkiem zespołu Dżem.

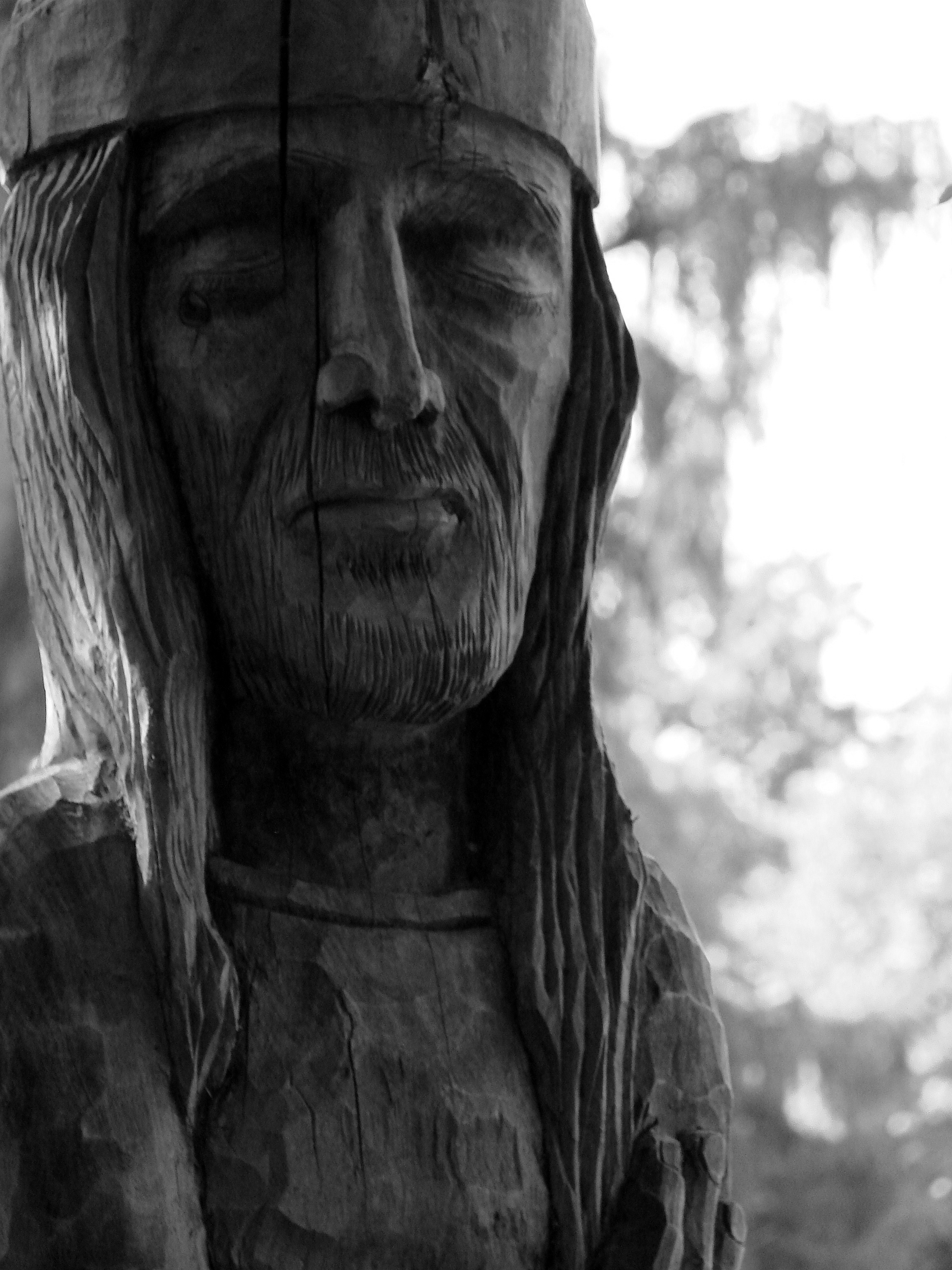
Rzeźba Ryszarda Riedla

## Rodzina i życie prywatne
26 listopada 1977 w kościele św. Marii Magdaleny w Tychach poślubił Małgorzatę Pol (zm. 3 maja 2007), którą poznał latem 1971 jako uczeń szkoły podstawowej. W 1978 urodził im się syn, Sebastian Riedel, który również został muzykiem, a w 1980 córka – Karolina Małgorzata.
Riedel był osobą wierzącą w Boga. Nie uczęszczał jednak na nabożeństwa.
Niedługo po ślubie Riedla jego matka przeniosła się na stałe do Republiki Federalnej Niemiec. W 1981, gdy Polskie Radio wyemitowało pierwszy przebój Dżemu Paw, a Riedel otrzymał honorarium od ZAiKS-u, jego ojciec pracował w Czechosłowacji jako operator ciężkiego sprzętu budowlanego; później dołączył do żony w RFN, gdzie zmarł w 1996.

## Śmierć
Uzależnienie Riedla od heroiny wyniszczyło mu organizm. Zmarł 30 lipca 1994 w Chorzowie. Bezpośrednią przyczyną śmierci była niewydolność serca. Pogrzeb odbył się 3 sierpnia 1994 na Cmentarzu Komunalnym na Wartogłowcu w Tychach (spoczywa wraz z małżonką w sektorze P, rząd 6, nr grobu 12). Na nagrobku wykuto cytat (W życiu piękne są tylko chwile...) z utworu „Naiwne pytania”. Po śmierci żony wykuto dodatkowy napis – Tylko ty i ja..., zaczerpnięty z „Tylko ja i ty” Dżemu (album: Najemnik).

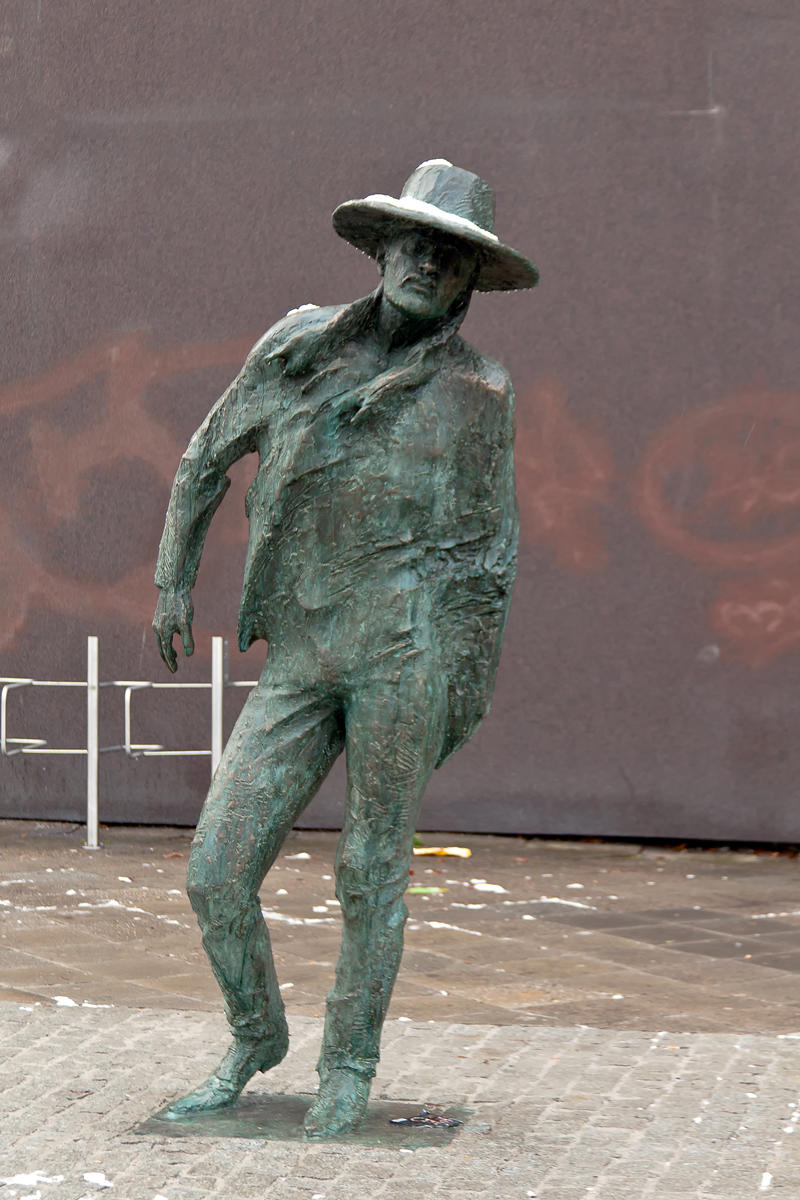
Pomnik Ryszarda Riedla przed urzędem miasta Tychów

## Obecność w kulturze popularnej
- Wspomnienie Ryszarda Riedla pojawiło się w nagraniu piosenki pt. Czas ołowiu z repertuaru polskiej grupy Budka Suflera. Autorem oryginalnego tekstu jest Marek Dutkiewicz, a kompozytorem Romuald Lipko[32].

- W latach 1999–2008 odbywał się na tyskich Paprocanach Tyski Festiwal Muzyczny im. Ryśka Riedla „Ku Przestrodze”, a w latach 2009–2014 w Chorzowie na terenie Pól Marsowych w WPKiW[33].  Festiwal od początku jego istnienia, czyli od 1999 roku, odwiedzał Marek Kotański, założyciel Monaru.

- W 1994 TVP Łódź zrealizowała film dokumentalny „Sen o Victorii”, w którym osoby związane z Ryszardem Riedlem (żona, przyjaciele, muzycy z grupy Dżem i in.) opowiadały o nim i o tym jak żył; realizacja: Tomasz Nowak[34][35] i Anna Szymanek.

- W 1994 nakręcono film dokumentalny opowiadający historię życia wokalisty i zespołu pt. Dżem[36].

- W 2004 nakręcony został film dokumentalny opowiadający historię życia wokalisty pt. Sie macie ludzie.

- W 2005 nakręcono film fabularny oparty na życiu Riedla pt. Skazany na bluesa. Główną postać zagrał Tomasz Kot, jego żonę – Jolanta Fraszyńska.

- Powstały książki biograficzne autorstwa Jana Skaradzińskiego pt. Rysiek oraz Ballada o dziwnym zespole. Wydano również pozycje Aldony Zymy pt. Dżem – Kilka niedopowiedzianych słów i Edyty Kaszycy pt. Biała i czarna legenda Ryszarda Riedla.

## Dyskografia
- 1983 Krzak’i; LP zespołu Krzak, Tonpress SX-T 24
- 1985 Dżem; MC zespołu Dżem, Karolina PK-008 (edycje późniejsze jako Dzień, w którym pękło niebo)
- 1985 Cegła; LP zespołu Dżem, Polskie Nagrania „Muza” SX 2236
- 1985 Blues forever ; LP Leszka Windera, Polskie Nagrania Muza SX 2251
- 1986 Absolutely Live; LP zespołu Dżem, PolJazz K-PSJ 0005
- 1987 Zemsta nietoperzy; LP zespołu Dżem, Pronit PLP 0043
- 1988 Lunatycy – czyli tzw. przeboje całkiem Live; LP zespołu Dżem, Polskie Nagrania Muza SX 2561
- 1988 Ryszard Skibiński – Ostatni koncert; LP zespołu Krzak, Polskie Nagrania Muza SX 2538
- 1988 Live; LP Józefa Skrzeka, Polskie Nagrania Muza SX 2767
- 1989 Urodziny; MC zespołu Dżem, MC AIA
- 1989 Najemnik; LP zespołu Dżem, Veriton SXV-1008 (2 miesiące wcześniej ukazała się kaseta: MC Atomica A 004)
- 1990 Dżem Session 1 MC zespołu Dżem, MC Asta
- 1991 Detox; MC i LP zespołu Dżem, 1/Asta AS 0002, 2/Dżem S.C. 001/91
- 1991 Detox; CD zespołu Dżem, Asta CD 003; (dodany utwór „Czarny chleb”)
- 1992 Live No.5, CD zespołu Krzak, Silton CD 003
- 1992 The Singles; CD zespołu Dżem, Sonic SON-3
- 1992 Dzień, w którym pękło niebo; LP zespołu Dżem, Arston ALP-077 (w 1985 wydane na kasecie jako Dżem)
- 1992 Wehikuł czasu – Spodek ’92; 2CD zespołu Dżem, Asta AS
- 1993 14 urodziny; MC zespołu Dżem, Dum Dum Records 003 (kompilacja)
- 1993 Autsajder; CD zespołu Dżem, Dżem S.C. DSCD 006
- 1994 Akustycznie; CD zespołu Dżem, Ania Box Music ABM CD 010
- 1994 Akustycznie – suplement; CD zespołu Dżem, Ania Box Music ABM CD 015
- 2004 Złoty Paw; CD zespołu Dżem, Dżem/Pomaton EMI 7243 5 77598 2 3; na CD wydanym w 2005 (EMI 0094633768123) dodany utwór „Skazany na bluesa” (kompilacja)
- 2004 Blues forever; reedycja + bonusy, CD Leszka Windera, Metal Mind Productions
- 2005 Paczka+2; reedycja CD zespołu Krzak, Metal Mind Productions / Scena FM (śpiew w utworze bonusowym „Tylko kilka minut”)
- 2005 Live No.5, reedycja + bonusy CD zespołu Krzak, Metal Mind Records CD MMP 0367,
- 2006 Live; CD zespołu Kasa Chorych, Metal Mind Productions CD MMP 0437
- 2006 Skibiński Winder Super Session; Metal Mind Productions CD MMP 0377
- 2006 Pamięci Skiby Jarocin 1983; CD zespołu Krzak, Metal Mind Productions CD MMP 0499
- 2007 Gwiazdy polskiej muzyki lat 80.; CD zespołu Dżem (dodatek do gazety – kompilacja)
- 2007 Gwiazdy polskiej muzyki lat 80. – vol. 2; CD zespołu Dżem (dodatek do gazety – kompilacja)
- 2010 30 urodziny Box zespołu Dżem
- 2010 Live; CD Józefa Skrzeka remaster + bonusy, Metal Mind Productions

Albumy poświęcone Ryszardowi Riedlowi:
- Dżem – Kilka zdartych płyt
- Dżem – List do R. na 12 głosów
- Dżem – The Singles
- Cree – Cree

Albumy zawierające utwory poświęcone Ryszardowi Riedlowi:
- Dżem – Kilka zdartych płyt, utwór: „Zapal świeczkę”
- Oddział Zamknięty – Bezsenność, utwór:”...Wierzę, że moja bezsenność będzie Twoja..”
- Harlem – Lustra, utwory: „Stąd do nieba”, „Stąd do nieba II”
- Harlem – Niebo nade mną, utwór: „Kropla”
- Nocna Zmiana Bluesa – Co tylko chcesz, utwór: „Nieznajomy przyjaciel”
- Cree – Cree, utwór: „Kiedy znowu...”
- Dżem – 2004, utwór: „W drodze do nieba”

Albumy zawierające utwory zadedykowane Ryszardowi Riedlowi:
- Budka Suflera – Budka w Operze, Live From Sopot ’94, utwór: „Czas ołowiu”
- TSA – Live '98, utwór: „51”
- TSA – TSA w Trójce: Koncert Akustyczny, utwór: „51”
- Gang Olsena – Raycowny Rhythm & Blues, utwór: „Ostatnie dni”
- SBB – Nastroje, utwór: „Star of Hope (pamięci Ryśka Riedla)”

Utwory poświęcone Ryszardowi Riedlowi:
- Nocna Zmiana Bluesa – Nieznajomy przyjaciel